# Cugand
Cugand és un municipi francès situat al departament de Vendée i a la regió de País del Loira. L'any 2019 tenia 3.563 habitants.

## Demografia

### Població
El 2007 la població de fet de Cugand era de 3.168 persones. Hi havia 1.150 famílies de les quals 284 eren unipersonals (128 homes vivint sols i 156 dones vivint soles), 381 parelles sense fills, 421 parelles amb fills i 64 famílies monoparentals amb fills.
La població ha evolucionat segons el següent gràfic:
Habitants censats

### Habitatges
El 2007 hi havia 1.285 habitatges, 1.163 eren l'habitatge principal de la família, 47 eren segones residències i 74 estaven desocupats. 1.223 eren cases i 53 eren apartaments. Dels 1.163 habitatges principals, 932 estaven ocupats pels seus propietaris, 220 estaven llogats i ocupats pels llogaters i 11 estaven cedits a títol gratuït; 3 tenien una cambra, 53 en tenien dues, 165 en tenien tres, 316 en tenien quatre i 626 en tenien cinc o més. 947 habitatges disposaven pel capbaix d'una plaça de pàrquing. A 459 habitatges hi havia un automòbil i a 621 n'hi havia dos o més.

### Piràmide de població
La piràmide de població per edats i sexe el 2009 era:
| Homes | Edats   | Dones |
| ----- | ------- | ----- |
| 0     | 95 o +  | 12    |
| 4     | 90 a 94 | 36    |
| 24    | 85 a 89 | 36    |
| 12    | 80 a 84 | 16    |
| 28    | 75 a 79 | 64    |
| 52    | 70 a 74 | 52    |
| 84    | 65 a 69 | 60    |
| 48    | 60 a 64 | 96    |
| 52    | 55 a 59 | 52    |
| 92    | 50 a 54 | 108   |
| 80    | 45 a 49 | 116   |
| 116   | 40 a 44 | 76    |
| 96    | 35 a 39 | 112   |
| 88    | 30 a 34 | 88    |
| 128   | 25 a 29 | 84    |
| 72    | 20 a 24 | 96    |
| 104   | 15 a 19 | 52    |
| 92    | 10 a 14 | 96    |
| 84    | 5 a 9   | 64    |
| 64    | 0 a 4   | 92    |

## Economia
El 2007 la població en edat de treballar era de 1.923 persones, 1.459 eren actives i 464 eren inactives. De les 1.459 persones actives 1.367 estaven ocupades (736 homes i 631 dones) i 92 estaven aturades (45 homes i 47 dones). De les 464 persones inactives 212 estaven jubilades, 146 estaven estudiant i 106 estaven classificades com a «altres inactius».

### Ingressos
El 2009 a Cugand hi havia 1.197 unitats fiscals que integraven 3.097,5 persones, la mediana anual d'ingressos fiscals per persona era de 18.994 €.

### Activitats econòmiques
Dels 126 establiments que hi havia el 2007, 1 era d'una empresa extractiva, 2 d'empreses alimentàries, 12 d'empreses de fabricació d'altres productes industrials, 29 d'empreses de construcció, 19 d'empreses de comerç i reparació d'automòbils, 5 d'empreses de transport, 6 d'empreses d'hostatgeria i restauració, 2 d'empreses d'informació i comunicació, 10 d'empreses financeres, 6 d'empreses immobiliàries, 12 d'empreses de serveis, 13 d'entitats de l'administració pública i 9 d'empreses classificades com a «altres activitats de serveis».
Dels 42 establiments de servei als particulars que hi havia el 2009, 1 era una oficina de correu, 3 oficines bancàries, 5 tallers de reparació d'automòbils i de material agrícola, 1 taller d'inspecció tècnica de vehicles, 1 autoescola, 3 paletes, 5 guixaires pintors, 7 fusteries, 2 lampisteries, 3 electricistes, 2 empreses de construcció, 3 perruqueries, 3 restaurants, 2 agències immobiliàries i 1 saló de bellesa.
Dels 4 establiments comercials que hi havia el 2009, 2 eren fleques, 1 una carnisseria i 1 una botiga de roba.
L'any 2000 a Cugand hi havia 17 explotacions agrícoles que ocupaven un total de 280 hectàrees.

## Equipaments sanitaris i escolars
El 2009 hi havia 1 hospital de tractaments de mitja durada (seguiment i rehabilitació), 1 centre de salut, 1 farmàcia i 1 ambulància.
El 2009 hi havia 2 escoles elementals.

## Poblacions més properes
El següent diagrama mostra les poblacions més properes.